# تسورتشوویتسه (ناحیه کلادنو)
تسورتشوویتسه (به چکی: Cvrčovice) یک منطقهٔ مسکونی در جمهوری چک است که در شهرستان کلادنو واقع شده‌است.